# هرنانی آزودو جونیور
هرنانی آزودو جونیور (پرتغالی: Hernani Azevedo Júnior؛ زادهٔ ۲۷ مارس ۱۹۹۴) بازیکن فوتبال اهل برزیل است.
از باشگاه‌هایی که در آن بازی کرده‌است می‌توان به اتلتیکو پارانائنزه، زنیت سن پترزبورگ، سن-اتین و پارما اشاره کرد.